# فالون بيريشا
فالون بيريشا (Valon Berisha) (7 فبراير 1993 في مالمو في السويد – )؛ هو لاعب كرة قدم كان يلعب كلاعب وسط. يلعب مع منتخب كوسوفو لكرة القدم منذ عام 2016.

## وصلات خارجية
- فالون بيريشا على موقع الاتحاد الأوربي (الإنجليزية)
- فالون بيريشا على موقع اتحاد النرويج (النرويجية)
- فالون بيريشا على موقع إي إس بي إن إف سي (الإنجليزية)
- فالون بيريشا على موقع قاعدة بيانات كرة القدم.إي يو (الإنجليزية)
- فالون بيريشا على موقع ليكيب (الفرنسية)
- فالون بيريشا على موقع ناشيونال فوتبول تيمز (الإنجليزية)
- فالون بيريشا على موقع Soccerbase.com (لاعب) (الإنجليزية)
- فالون بيريشا على موقع Soccerway.com (الإنجليزية)
- فالون بيريشا على موقع عالم كرة القدم.نت (الإنجليزية)
- فالون بيريشا على موقع AS.com (الإسبانية)